# Parazoanthidae
Famille
Les Parazoanthidae sont une famille de cnidaires anthozoaires de l’ordre des Zoantharia.

## Liste des genres
Selon World Register of Marine Species (15 décembre 2014) :
- genre Antipathozoanthus Sinniger, Reimer & Pawlowski, 2010
- genre Bullagummizoanthus Sinniger, Ocaña & Baco, 2013
- genre Corallizoanthus Reimer in Reimer Nonaka Sinniger & Iwase, 2008
- genre Hurlizoanthus Sinniger, Ocaña & Baco, 2013
- genre Isozoanthus Carlgren in Chun, 1903
- genre Kauluzoanthus Sinniger, Ocaña & Baco, 2013
- genre Kulamanamana Sinniger, Ocaña & Baco, 2013
- genre Mesozoanthus Sinniger & Haussermann, 2009
- genre Parazoanthus Haddon & Shackleton, 1891
- genre Savalia Nardo, 1844
- genre Zibrowius Sinniger, Ocaña & Baco, 2013

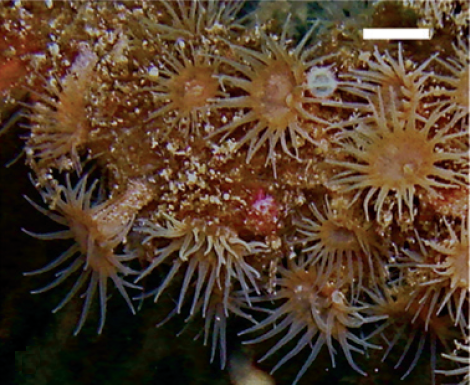
Antipathozoanthus hickmani
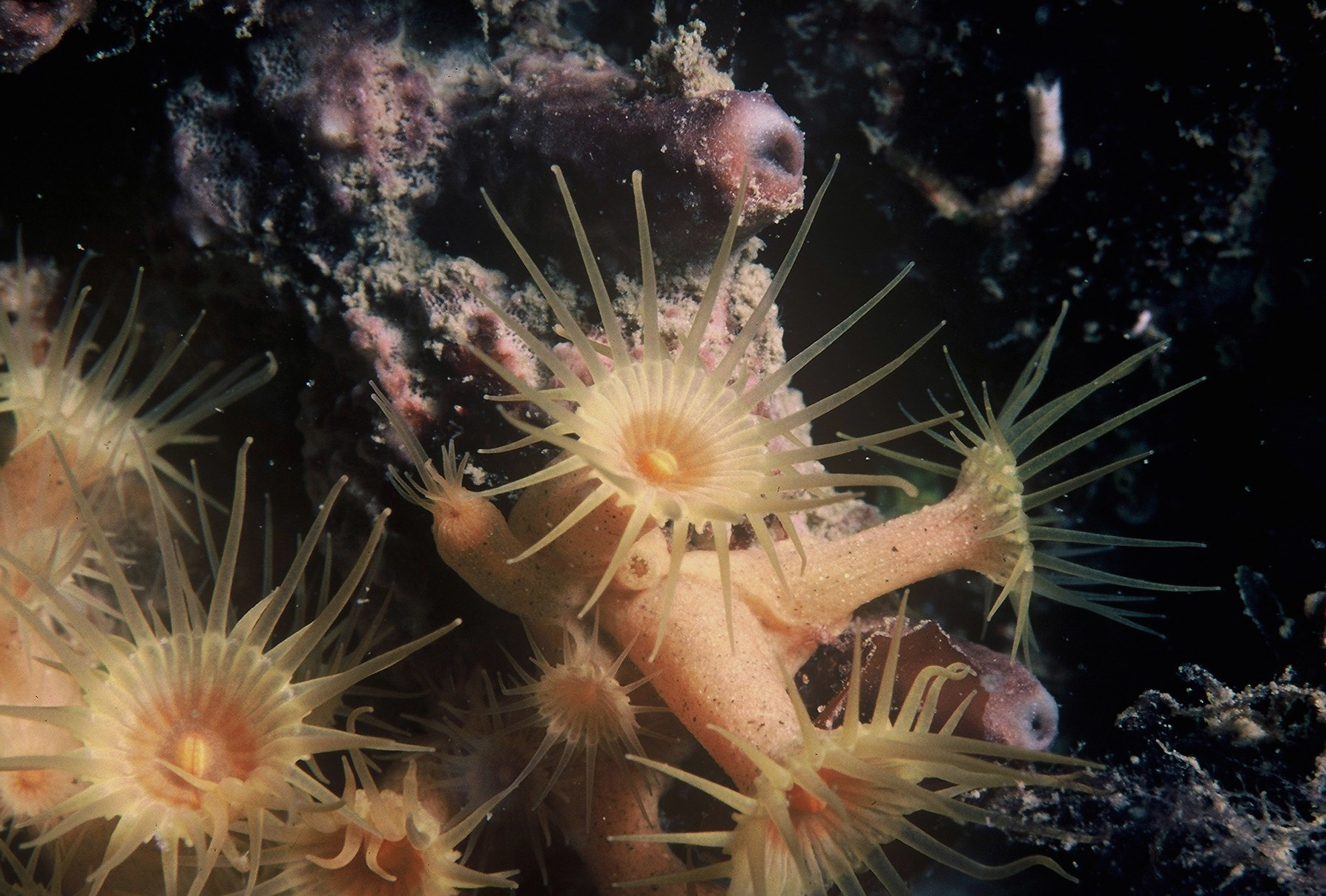
Parazoanthus axinellae
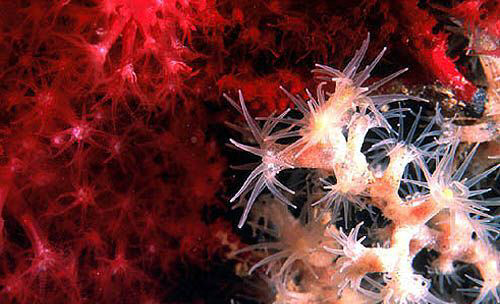
Savalia savaglia